# Доценко Надія Петрівна
Наді́я Петрі́вна Доце́нко (27 грудня 1913  (9 січня 1914) , Широке, Херсонська губернія  — 10 березня 1994 , Львів ) — українська актриса театру й кіно. Народна артистка УРСР (1956). Народна артистка СРСР (1972). Лауреат Державної премії України ім. Т. Г. Шевченка (1978).

## Біографія

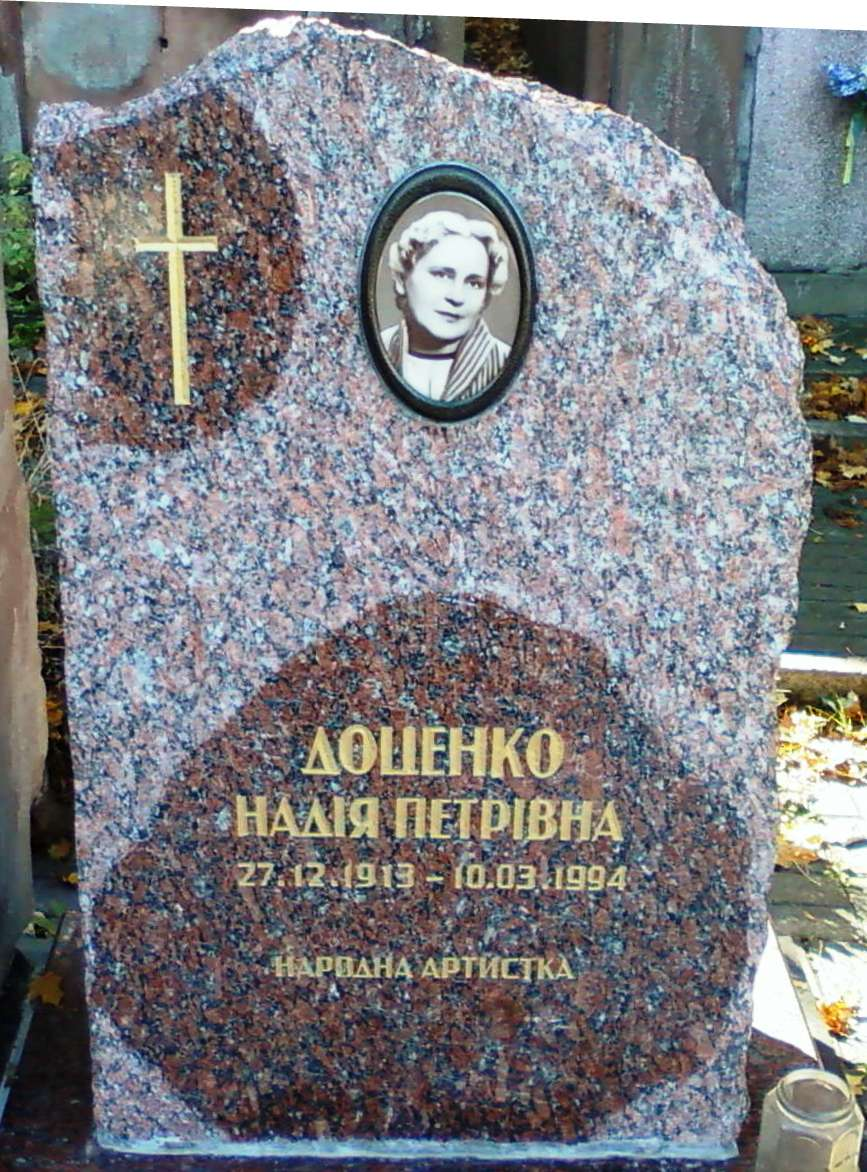
Пам'ятник на могилі Н. Доценко на Личаківському цвинтарі (Львів)

Народилась 9 січня 1914 року в селі Широке, тепер Широківського району Дніпропетровської області. Навчалася в кооперативно-торговельній профшколі в місті Кривому Розі.
Потім навчалася на драматичному факультеті в Одеському музично-драматичному інституті, який незабаром був переведений до Києва та увійшов до складу Київського театрального інституту. Закінчила Київський театральний інститут (1936).
З 1936 року працювала в Українському драматичному театрі ім. М. Заньковецької в Києві (з 1944 року — в місті Львові) (ролі у виставах «Лісова пісня», «Украдене щастя», «За двома зайцями» тощо). Член КПРС з 1953 до 1991 року.
Дебютувала у кіно в 1957 році.
Померла 10 березня 1994 року у Львові. Похована на Личаківському цвинтарі, поле № 67.

## Фільмографія
1. 1957: «Кінець Чирви-Козиря» (Настя)
2. 1957: «Партизанська іскра» (мати Парфена)
3. 1959: «Солдатка» (епізод)
4. 1969: «Дума про Британку» (епізод)
5. 1979: «Хазяїн» (Марія Іванівна)
6. 1981: «Така пізня, така тепла осінь» (Соломія Руснак) та ін.

## Нагороди
- орден Трудового Червоного Прапора (1951)
- орден Дружби народів
- орден «Знак Пошани»
- медалі
- лауреат Державної премії України ім. Т. Г. Шевченка (1978)